# Berberis laurina
Espina amarilla o Berberis laurina Billb ex Thumb es un arbusto espinoso perennifolio originario del sur de Brasil, la zona central de  Argentina y todo el  Uruguay.

## Descripción
Es un arbusto leñoso de hasta 3m de altura. Follaje persistente o semipersistente,verde glauco ceniciento.Hojas simples, alternas, fasciculadas en braquiblastos, duras, glabras, con la nervadura visible y el haz de color verde brillante y envés opaco, de  de 3-8 cm de largo y 5-12 mm de ancho. Espinas de origen foliar, trífidas en cada nudo,  (se ven 3 espinas por nudo) de 0,7 - 3,7 cm.   Inflorescencias péndulas, amarillas. Florece en primavera y fructifica en verano   Fruto baya negra azulada, oblonga, de 6-9 mm de largo; con 1 a 3 semillas pardo oscuras, semillas ricas en amigdalina, un compuesto antialimentario para disuadir a los herbívoros. 

## Ecología
Vive en orillas de sierras y cerros,  y en la zona externa de los bosques de galería. 
En Brasil se le encuentra en Parana, Rio Grande Do Sul, Santa Catarina. Es una especie característica de la zona de los pinares de Araucaria angustifolia, con amplia dispersión en el planalto. También se la menciona para la selva de alta montaña de Río de Janeiro. En el Estado de Paraná se la halló selvas umbrófilas  y campos de montaña En Rio Grande do Sul aparece también en los bordes de selva con Araucaria angustifolia  que limita con campos de pastoreo. Se la encuentra también en la Región de la Araucania en Chile.    
En Uruguay ha sido hallada en diversas comunidades arbóreas tales como bosques de serranías, ribereños, cumbres de quebradas,  cerros chatos, cornisas arenosas y bosques marítimos (matorral costero psamófilo),  generalmente en las zonas más soleadas.
En Argentina (Provincia de Misiones, Dpto. San Pedro) fueron hallados unos pocos ejemplares en un tipo de vegetación muy restringida del este de la provincia denominada localmente "campina", que se caracteriza por una formación arbustiva, subarbustiva y herbácea con ejemplares emergentes de Araucaria angustifolia (Bertol.) También se hallaron ejemplares en el borde e interior de bosques bajos de Mirtáceas en los Dptos. Oberá y Leandro Alem.

## Usos
La raíz y la corteza tiñe lana de color amarillo. Sus frutos, son comestibles al igual que sus flores, que tienen un sabor ácido.
Se usa más como planta ornamental en Gran Bretaña que en Argentina y Chile, pero en sus tierras de origen se reconoce lo atractivo que puede resultar el contraste entre sus flores amarillas y su follaje oscuro y brillante.

### Uso medicinal
Se usan frutos y corteza de raíces. Se le atribuyen propiedades antirreumática, antidispéptica, aintiinfeccionsa, antimicrobiana, además de otras. 

## Taxonomía
Berberis laurina fue descrita por Gustav Johann Billberg  ex Thunb. y publicado en Plantarum Brasiliensium  1: 8. 1817.
Etimología
Berberis: nombre genérico que es la forma latinizada del nombre árabe de la fruta. Eepíteto específico: laurina  que significa :Como el laurel.
Sinonimia
- Berberis coriacea
- Berberis glaucescens
- Berberis spinulosa[7]

## Nombres comunes
- Raíz de San Juan,[8] Espina amarilla, san jorge (Uruguay), brinco, espinheira amarelha, espinho de são simão, são joão, raíz de são joão, uva de espinho (Brasil).[3]